# Jaws (jogo eletrônico)
Jaws  é um jogo eletrônico lançado pela LJN Toys Ltd. em 1987 nos Estados Unidos.

## Recepção
A Computer Gaming World elogiou o jogo em sua análise, dizendo: "Os gráficos, animações e jogabilidade em Jaws são todos de primeira linha." A AllGame deu ao jogo uma classificação de uma estrela e meia. A critica comentou os visuais do jogo, observando uma "visão aérea maçante de você navegando em seu barco" e "uma sequência repetitiva de visão lateral". A crítica concluiu que "no momento em que você chegar à cena final anti-climática, você estará tão cansado que não vai se importar se matará Jaws ou não. Você ficará feliz que o jogo está quase no fim."

## Ligaçôes externas
- Jaws Walkthrough
- Developer's Official Web Site